# Glyphipterix danilevskii
Glyphipterix danilevskii is een vlinder uit de familie parelmotten (Glyphipterigidae). De wetenschappelijke naam is voor het eerst geldig gepubliceerd in 1978 door Diakonoff.
De soort komt voor in Europa.